# René Adler
René Adler (* 15. Januar 1985 in Leipzig) ist ein ehemaliger deutscher Fußballtorwart. Er spielte in der Bundesliga für Bayer 04 Leverkusen, den Hamburger SV und den 1. FSV Mainz 05. Er absolvierte 269 Bundesligaspiele und blieb in 69 dieser Partien ohne Gegentor. Für die deutsche Nationalmannschaft stand er zwischen 2008 und 2013 zwölfmal im Tor und nahm mit der DFB-Auswahl als Ersatztorhüter an der EM 2008 in Österreich und der Schweiz teil.

## Karriere

### Vereine

#### Jugend
René Adler begann im Oktober 1991 im Alter von sechs Jahren beim VfB Leipzig mit dem Fußballspielen, nachdem er im Sportunterricht der Meusdorfer Heinrich-Mann-Schule vom Nachwuchschef des Vereins entdeckt worden war. 2000 wechselte er in die Jugend von Bayer 04 Leverkusen und gehörte ab 2002 der Regionalligamannschaft an. Als er mit 15 Jahren nach Leverkusen kam, wohnte er zunächst für vier Jahre bei Torwarttrainer Rüdiger Vollborn und dessen Familie.

#### Bayer 04 Leverkusen

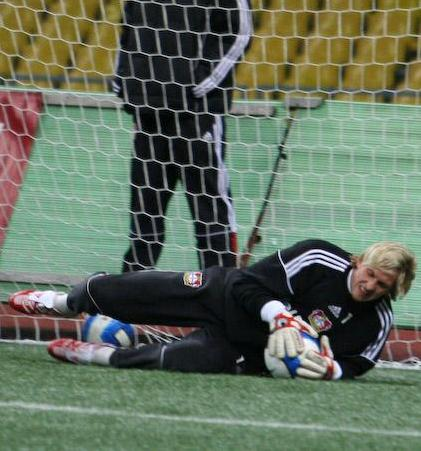
Adler bei Bayer Leverkusen (2007)

Zur Saison 2003/04 stieg Adler in den Bundesligakader auf, spielte aber in den ersten vier Jahren seiner Karriere im Männerbereich ausschließlich in der zweiten Mannschaft. Anfang Mai 2006 zog er sich im Training einen Haarriss in der Rippe zu, die in einer Operation durch eine Titanplatte verstärkt wurde und Adler zum Ausschluss vom Spielbetrieb bis Februar 2007 zwang. Kurz nach seiner Genesung gab er sein Bundesligadebüt: Aufgrund einer Sperre nach einer Roten Karte von Hans Jörg Butt stand er am 25. Februar 2007 gegen den FC Schalke 04 in der Startelf, obwohl eigentlich Benedikt Fernandez Butts Vertreter war. Er verdrängte daraufhin Butt für den Rest der Saison als Stammtorhüter. Am 8. März 2007 gab Adler auch sein internationales Debüt für den Verein in der UEFA-Cup-Partie beim RC Lens.
In den folgenden Jahren war Adler die Nummer eins im Tor der Leverkusener. Er war 2008 Kandidat bei der UEFA, um in die Mannschaft des Jahres gewählt zu werden. Mit Bayer stand er 2009 im DFB-Pokalfinale und wurde 2011 Vizemeister. Als er sich nach der Saison 2010/11 einer Patellasehnenoperation unterzog, verlor er in der Folgesaison während der achtmonatigen Genesungsphase seinen Stammplatz an Bernd Leno. Vor dieser Zeit wollte Bayer den Vertrag mit Adler verlängern, doch dieser hatte abgelehnt. Adler verließ Leverkusen am Saisonende 2011/12.

#### Hamburger SV
Zur Saison 2012/13 wechselte Adler ablösefrei zum Ligakonkurrenten Hamburger SV. Er unterschrieb einen Fünfjahresvertrag. Der Transfer galt wegen der schlechten wirtschaftlichen Lage des HSV als umstritten. Zuvor hatte der Aufsichtsrat lange gezögert, ehe er dem Transfer zustimmte. Zudem war der Verein auf der Torhüterposition gut besetzt: Jaroslav Drobný hatte eine starke Bundesligarückrunde 2011/12 gespielt. Sportdirektor Frank Arnesen nutzte die Gelegenheit, einen deutschen Nationaltorwart ablösefrei zu holen. Adler hatte allerdings seit dem 17. November 2010 (gegen Schweden) kein Länderspiel mehr bestritten.
In seiner ersten Spielzeit für den HSV kam er in 32 Punktspielen zum Einsatz. Über weite Strecken der Spielzeit zeigte er starke Leistungen und geriet wieder in den Kreis der Nationalmannschaft. Am Ende der Saison verpasste man mit dem siebten Tabellenplatz nur knapp die Europa League. In seiner zweiten Saison wurde er 30-mal eingesetzt, und am Ende entging man mit dem Sieg in der Relegation nur knapp dem Abstieg in die 2. Bundesliga. Während der Saison bekam er 63 Gegentore und machte die meisten Torwartfehler in der Bundesliga, die zu einem Gegentreffer führten.
In der Saison 2014/15 bestritt Adler zunächst zwei Spiele, die verloren wurden. Daraufhin stellte Trainer Mirko Slomka Drobný für ihn auf. Auch nach Slomkas Entlassung blieb Adler unter Josef Zinnbauer zweiter Torwart. Im Oktober 2014 erlitt er eine Kapselverletzung im linken Knie und fiel wochenlang aus. Am 25. Spieltag kehrte Adler nach einer Notbremse von Drobný ins HSV-Tor zurück und zeigte gute Leistungen. Als Zinnbauer ein Spiel darauf entlassen wurde, ernannte sein Nachfolger Peter Knäbel ihn wieder zum Stammtorwart. Am Ende der Saison gelang erneut der Klassenerhalt.
Zur Saison 2015/16 wurde Adler als Stellvertreter des neuen Mannschaftskapitäns Johan Djourou gewählt. Nachdem er die ersten beiden Bundesligapartien von Beginn an absolviert hatte, verletzte er sich im dritten Spiel beim 1. FC Köln in der ersten Halbzeit an der Schulter und musste für Andreas Hirzel ausgewechselt werden. Ab dem neunten Spieltag stand er wieder im Tor und absolvierte – mit Ausnahme des 15. Spieltags – bis zur Winterpause alle Spiele.
Nach der Saison 2016/17 ließ Adler seinen Vertrag auslaufen und verließ den Verein.

#### 1. FSV Mainz 05
Zur Saison 2017/18 wechselte Adler zum 1. FSV Mainz 05, bei dem er einen Vertrag mit einer Laufzeit bis zum 30. Juni 2019 erhielt. Adler kam als Stammtorwart an den ersten neun Spieltagen jeweils zum Einsatz. Ende Oktober 2017 zog er sich beim DFB-Pokal-Spiel gegen Holstein Kiel eine Muskelsehnenverletzung im hinteren Oberschenkel zu. Er gab sein Comeback beim nächsten Pokalspiel gegen Eintracht Frankfurt Anfang Februar 2018. Nachdem er kurze Zeit hinter Florian Müller auf der Bank gesessen hatte, kehrte er am 28. Spieltag in das Tor der Mainzer zurück und absolvierte fünf weitere Ligaspiele. Bei seinem letzten Spiel gegen RB Leipzig am 29. April 2018 zog sich Adler einen Knorpelschaden im Knie zu, weshalb er während der gesamten Saison 2018/19 ausfiel. Aufgrund dieser Verletzung beendete er am Saisonende mit seinem Vertragsende seine Karriere. Adler absolvierte für den 1. FSV Mainz 05 14 Bundesliga- und 3 Pokalspiele.

### Nationalmannschaft

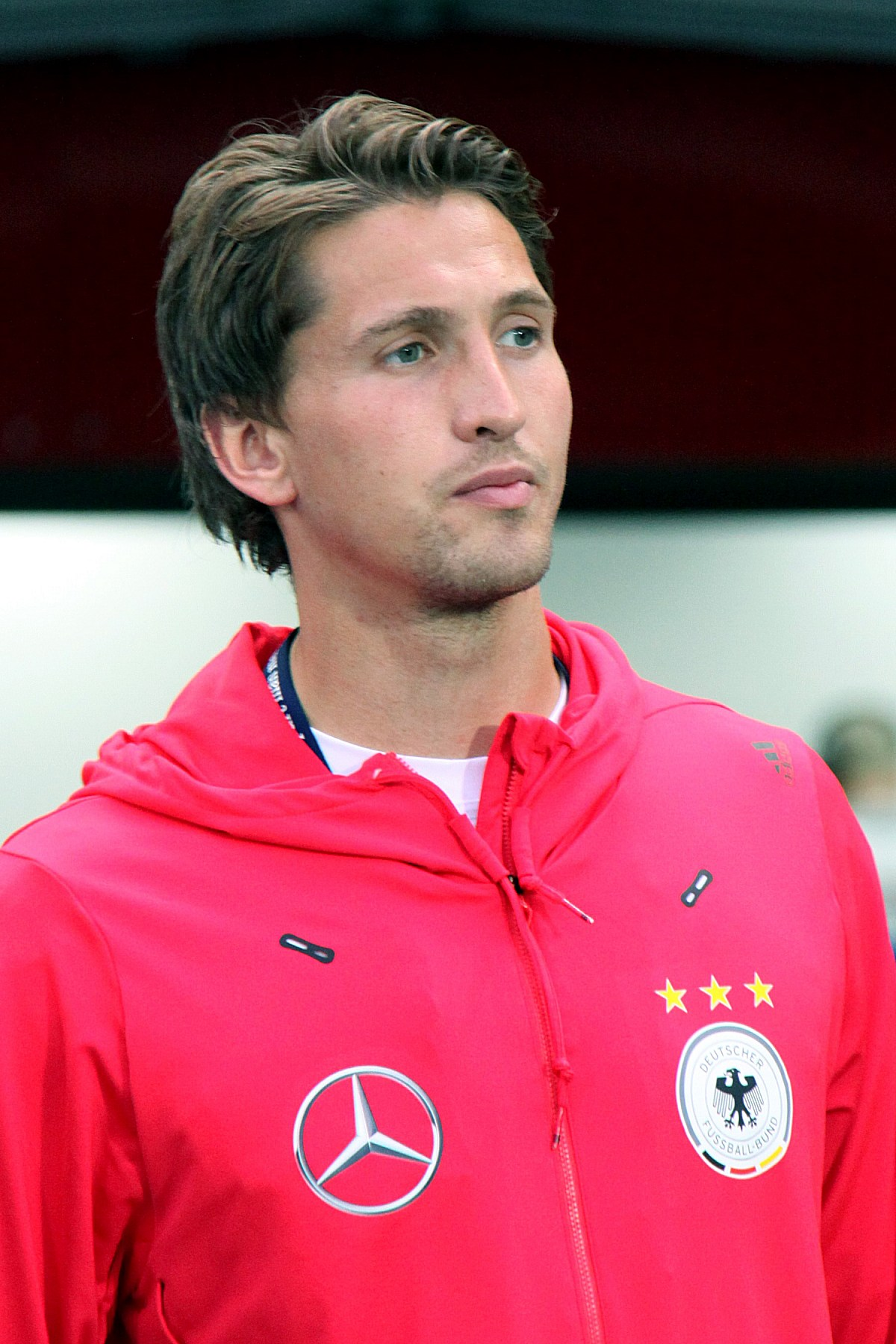
Adler bei der Nationalmannschaft (2011)

2001 war Adler Stammkeeper bei der U-16-EM in England und 2002 bei der U-17-EM in Dänemark. 2004 nahm er unter Trainer Dieter Eilts an der U-19-EM in der Schweiz teil. 2005 scheiterte er mit der deutschen U-20-Nationalmannschaft im Viertelfinale der Junioren-WM gegen Brasilien. Betreut wurde das Team dabei vom späteren Leverkusener Trainer Michael Skibbe. Bei beiden Turnieren war Adler die Nummer eins im Tor und auch Kapitän der Mannschaft. Er war danach ab Herbst 2005 U-21-Nationalspieler und in dieser Rolle auch für die Nachwuchs-EM 2006 nominiert, verzichtete wegen einer Verletzung jedoch auf seine Teilnahme.
Adler wurde neben Jens Lehmann und Robert Enke in den Kader für die EM 2008 berufen und verdrängte damit Timo Hildebrand. Am 11. Oktober 2008 debütierte er in der Nationalmannschaft im Qualifikationsspiel zur WM 2010 gegen die Auswahl Russlands (2:1). Adler galt als großes deutsches Torwarttalent und wurde im März 2010 zum Stammtorhüter für die WM in Südafrika bestimmt. Seine Vertreter waren seinerzeit Manuel Neuer und Tim Wiese. Am 4. Mai 2010 musste er nach einer Rippenverletzung die Teilnahme am Turnier absagen, woraufhin Hans Jörg Butt, ehemaliger Mannschaftskollege aus Leverkusener Zeiten, als dritter Torwart in den Kader aufrückte. Stammtorhüter während der WM wurde Neuer.
Adler stand in der Folgezeit bis Juni 2011 in einigen Spielen – zum Beispiel beim 1:1 in Dortmund gegen Italien – im Kader, wurde dann aber nicht mehr nominiert, dies zum einen wegen seiner Verletzung vor Beginn der Spielzeit 2011/12, zum anderen wegen des Verlustes des Stammplatzes im Verein. Daher wurde er auch nicht in den Kader der deutschen Mannschaft zur EM 2012 berufen. Nachdem er beim Hamburger SV auf sich aufmerksam gemacht hatte, wurde er am 9. November 2012 wieder für die DFB-Auswahl für das Freundschaftsspiel in Amsterdam gegen die Nationalauswahl der Niederlande nominiert. Am 6. Februar 2013 gab Adler beim 2:1-Sieg im Stade de France zu Saint-Denis gegen Frankreich, bei dem er auch in der Anfangself stand, sein Comeback. Danach wurde er für alle weiteren Länderspiele im Jahr 2013 nominiert und ein weiteres Mal gegen Ecuador eingesetzt. Am 19. November 2013 stand er beim 1:0-Sieg im Wembley-Stadion in London gegen England zuletzt im Kader.
Nachdem Adler beim Hamburger SV eine Zeit lang nicht mehr zu den Stammkräften gehört hatte und mit Roman Weidenfeller am 19. November 2013 ein anderer erfahrener Torhüter als Nummer zwei hinter Neuer debütiert hatte, spielte er auch in den Plänen des Nationaltorwarttrainers Andreas Köpke keine Rolle mehr. Er wurde nicht für den deutschen Kader zur WM 2014 berücksichtigt.

## Unternehmertum
Seit dem Jahr 2017 ist Adler an einem Unternehmen beteiligt, das Torwarthandschuhe herstellt und vertreibt, und wirkt bei einer Torwart-Akademie mit. Seit 2020 ist Adler an einem Unternehmen im Bereich des betrieblichen Gesundheitsmanagements beteiligt.

## Fernsehexperte
Seit der Saison 2019/20 fungiert Adler als TV-Experte beim Pay-TV-Sender Sky. Dort analysiert er im Wechsel mit Erik Meijer und Mladen Petrić die Spiele der Premier League. Er ist außerdem Experte und Kolumnist bei der Sportsendung Ran.
Bei der U-21-Fußball-Europameisterschaft 2021 in Slowenien und Ungarn kommentierte er gemeinsam mit Uwe Morawe die Spiele der deutschen U-21-Nationalmannschaft, darunter das Finale mit Titelgewinn für Deutschland.
Nach der Berufung von Sandro Wagner in den Trainerstab der A-Nationalmannschaft im September 2023 übernahm Adler dessen Rolle als Kommentator im ZDF.

## Sonstiges
Im Jahre 2004 machte Adler sein Abitur am Landrat-Lucas-Gymnasium in Leverkusen. Er teilte sich während seiner Zeit bei Bayer Leverkusen mit seinem Bruder Rico eine Wohnung in Köln.
Seit dem 10. Oktober 2016 ist Adler mit der Schauspielerin Lilli Hollunder verheiratet. Beide wurden im Mai 2020 Eltern eines Sohnes. Im November 2022 wurde eine Tochter geboren. Die Familie lebt in Hamburg-Harvestehude.
Adler unterstützt seit August 2019 die HSV-Stiftung „Der Hamburger Weg“ als Pate.
2020 war er mehrfach Teilnehmer bei der Sendung Joko & Klaas gegen ProSieben.
Er engagiert sich zudem z. B. über die Organisation PETA für Straßenhunde und war Teilnehmer in der Serie „Der V.I.P. Hundeprofi“.
Im September 2023 war er Gast im Podcast Copa TS, in dem er mit Tommi Schmitt unter anderem über den Konkurrenzkampf auf der Torwartposition sprach.
2023 war er Teilnehmer in der Sendung Das Duell um die Welt - Team Joko gegen Team Klaas.

## Erfolge

### Im Verein
- Bayer 04 Leverkusen
  - Amateure
    - Oberliga Nordrhein: Meister 2005 und Aufstieg in die Regionalliga Nord

  - Profimannschaft
    - Bundesliga: Vizemeister 2011
    - DFB-Pokal: Finalist 2009

### In der Nationalmannschaft
- Europameisterschaft: Finalist 2008 (ohne Einsatz)

## Ehrungen
- Felix-Preisträger: 2008 (NRW-Newcomer des Jahres)[35]
- Kicker-Torhüter des Jahres: 2008